# Brachyphylla nana
Brachyphylla nana је врста слепог миша из породице Phyllostomidae.

## Распрострањење
Ареал врсте покрива средњи број држава. Врста је присутна у следећим државама: Куба, Кајманска острва, Хаити и Доминиканска Република. Изумрла је у Јамајци и Бахамским острвима.

## Станиште
Врста је присутна на подручју острва Куба. 

## Начин живота
Врста Brachyphylla nana живи у пећинским хабитатима. 

## Угроженост
Ова врста је наведена као последња брига, јер има широко распрострањење и честа је врста.